# 飯塚市立飯塚第一中学校
飯塚市立飯塚第一中学校（いいづかしりつ いいづかだいいちちゅうがっこう）は、福岡県飯塚市新立岩にある公立中学校。

## 沿革
- 1947年（昭和22年）4月 - 二瀬村に創設、飯塚第二中学校を併設[1]。
- 1949年（昭和24年）11月 - 飯塚第二中学校を分離。
- 1956年（昭和31年）7月 - 菰田中学校を分離。
- 1958年（昭和33年）1月 - 校歌制定、作詞:持田勝穂・作曲:森脇憲三。
- 1975年（昭和50年）3月 - 鉄筋校舎完成。

## 部活動
【運動部】
サッカー部（男子）、野球部（男子）、ソフトボール部（女子）、バスケ部、バレー部、テニス部、剣道部、卓球部、水泳部、陸上部
【文化部】
美術部、茶道部、吹奏楽部、書道部、英会話部、プログラミング部

## 通学区域
現在は二瀬地区からも通学可
- 吉原町、稲荷町、宮の下、下本町、中本町、上本町、西町東、西町西、徳前第1、徳前第2、徳前第3、徳前第4、向町、御幸町、東町東、東町西、リバーサイド、立岩、新飯塚東、新飯塚西、川島、久世ケ浦、市の間、鯰田浦田（松本1、2、3、4組）、片島栄町、片島本町、片島若宮、片島勝守、東川津、西川津、東横田、西横田、南横田、中央区、旭ケ丘、二瀬本町[2]

## 交通アクセス
- 九州旅客鉄道（JR九州）筑豊本線 新飯塚駅より徒歩10分。

## 著名な出身者
- みづきあかり（グラビアアイドル）
- 平山智也（元・サッカー選手）